# Sociedad Deportiva Eibar
La Sociedad Deportiva Eibar (en basc: Eibar Kirol Elkartea) és un club de futbol basc, de la ciutat d'Eibar, Guipúscoa. Va ser fundat el 30 de novembre de 1940 i actualment juga a la Segona divisió.
Té el rècord de l'equip que més anys consecutius ha estat a la Segona divisió, amb un total de 18.

## Història

### Primers anys
El club va ser fundat l'any 1940, fruit de la fusió del Deportivo Gallo i la Unión Deportiva Eibarresa, amb el nom d'Eibar Futbol Club. Posteriorment, el nom va canviar a Sociedad Deportiva Eibar i finalment al nom bilingüe Sociedad Deportiva Éibar-Eibar Kirol Elkartea.
Els tradicionals colors blaugrana es van inaugurar la temporada 1943-44, quan la Federació Guipuscoana de Futbol va cedir als eibarresos una equipació completa del FC Barcelona, colors amb els quals va començar a disputar partits en categories regionals. Tot i això, la bandera de la localitat també té aquests colors.
La temporada 1947-48 es va inaugurar el camp d'Ipurua.

### L'Eibar a Segona divisió
La temporada 1953-1954 va debutar a la Segona divisió, romanent en aquesta divisió 6 anys. Després del seu descens a Tercera divisió, ja que en aquella època no existia la Segona divisió B, va romandre 28 anys, en els quals va disputar 14 promocions sense aconseguir l'ascens. L'any 1986 va aconseguir l'ascens a Segona B en guanyar la promoció contra el Coria CF i el CD Badajoz.
La primera temporada a Segona B va quedar en la sisena posició, i l'any següent, la temporada 1987-88, va aconseguir l'ascens a la Segona divisió, en quedar primer del seu grup. En l'última jornada de la temporada 1989-90, una carambola va permetre que l'Eibar se salvés del descens. L'any 1990, amb motiu dels actes de celebració del 50è aniversari del club, l'equip es va enfrontar en partit amistós davant l'Ajax d'Amsterdam; el resultat va ser 1-1, amb gol de José Manuel Luluaga de penal.
L'any 1999 va aconseguir mantenir la categoria al sumar 25 punts dels últims 27 en joc, guanyant l'últim partit davant el CD Toledo per 3-0, amb gols de Goyo, Iturrino i Arenaza. El 22 d'abril de 2001 l'Atlètic de Madrid va realitzar la seva primera visita oficial a Ipurua en lligar, amb un resultat de 2-1 a favor dels locals amb gols de Leniz i Arenaza, fet que va implicar el cessament de Marcos Alonso i que va deixar a l'equip madrileny quasi sense opcions d'ascendir.
El 7 de gener de 2004 es va enfrontar al Reial Madrid en la Cop del Rei on Iker Casillas va tenir una actuació determinant. En el partit de tornada a l'Estadi Santiago Bernabéu l'Eibar va perdre per 2-0.
La temporada 2005-06, després de 18 temporades consecutives a Segona divisió, categoria en la qual era l'equip més veterà, l'Eibar va consumar el seu descens a Segona B. Aquest descens es va produir de manera matemàtica el 20 de maig de 2006.
L'any següent, la temporada 2006-07, l'Eibar va acendir a Segona divisió després de quedar primer en la lliga regular i guanyar a l'Hospitalet i el Rayo Vallecano en el play-off d'ascens.
L'equip va aconseguir mantenir-se a Segona divisió la temporada 2007-08 finalitzant 13è. La temporada 2008-09 l'equip va acabar 21è i va descendir a Segona B. Quatre anys després, el 30 de juny de 2013, aconsegueix l'ascens a la divisió de plata després de superar la tercera i definitiva eliminatòria davant l'Hospitalet.
El 25 de maig de 2014 la SD Eibar va esdevenir matemàticament equip de primera per a la temporada 2014-2015 després de vèncer l'Alabès per 1 a 0. Sera l'equip amb menys pressupost de la categoria i amb la ciutat de menys habitants (27.000) en la història moderna de la Primera Divisió.

### Primera Divisió
El 24 d'agost de 2014, l'Eibar va debutar a la Primera Divisió. La primera jornada de lliga va oferir un enfrontament amb un altre dels equips bascos de la Lliga, la Reial Societat. Gràcies al gol de falta de Javi Lara, l'Eibar va poder estrenar-se a Primera amb una victòria (1-0). El partit es va jugar a l'Estadi Municipal d'Ipurua.
Amb l'ascens a primera divisió es comencen a crear penyes de l'Eibar per tot el món. A Catalunya es crea la penya Giro ona Catalunya (2015) que compta amb uns 25 socis repartits per tota Catalunya.

## Uniforme
- Uniforme titular: Camiseta blava amb una ratlla granada, pantaló blau i mitges a ratlles horitzontals blaves i granates.
- Segon uniforme: Camiseta blau celeste, pantaló blanc i mitges blau celestes.
- Uniforme alternatiu: Camiseta de ratlles horitzontals verdes i blanques, pantaló blanc i mitges a ratlles horitzontals blanques i verdes.

La publicitat actual de l'equipació és Hierros Servando, que porta il·lumintant les camisetes dels jugadors durant anys.

## Estadi
L'estadi on juga la SD Eibar és l'Estadi Municipal d'Ipurua, amb una capacitat de 5.250 espectadors. Va ser inaugurat l'any 1947 i les seves dimensions són de 103 x 65 metres.
Des que es va posar la primera pedra l'any 1946, Ipurua ha crescut molt i compta amb noves instal·lacions inaugurades el 3 de febrer de 2006. A més d'Ipurua, juntament a aquest camp es va construir l'annex, un camp d'herba artificial en el qual entrenen els diferents equips del club.

## Estadístiques
- Temporades a Primera divisió: 7
- Temporades a Segona divisió: 26
  - Millor lloc en la lliga: 1r (Segona divisió temporada 2013-14)
  - Pitjor lloc a la lliga: 22è (Segona divisió temporada 2005-06)
- Temporades a Segona divisió B: 7
- Temporades a Tercera divisió: 28

## Palmarès
- Segona divisió:
  - 2013-14
- Segona divisió B:
  - 2006-07, 2010-11
- Campionat d'Espanya d'Aficionats: 
  - 1953, 1956[2]

## Plantilla 2025-26
A 17 agost 2025
| N. | Pos. | Nac. | Jugador            |
| -- | ---- | --- | ------------------ |
| 1  | POR  | [[Fitxer:Flag of Spain.svg\|23x15px\|border \|alt=Espanya\|link=Selecció de futbol d'Espanya\|{{#if:\|]] | Luis López         |
| 2  | DEF  | [[Fitxer:Flag of Spain.svg\|23x15px\|border \|alt=Espanya\|link=Selecció de futbol d'Espanya\|{{#if:\|]] | Sergio Cubero      |
| 3  | DEF  | [[Fitxer:Flag of Spain.svg\|23x15px\|border \|alt=Espanya\|link=Selecció de futbol d'Espanya\|{{#if:\|]] | Hodei Arrillaga    |
| 4  | DEF  | [[Fitxer:Flag of Spain.svg\|23x15px\|border \|alt=Espanya\|link=Selecció de futbol d'Espanya\|{{#if:\|]] | Aritz Arambarri    |
| 5  | MIG  | [[Fitxer:Flag of Spain.svg\|23x15px\|border \|alt=Espanya\|link=Selecció de futbol d'Espanya\|{{#if:\|]] | Javi Martínez      |
| 6  | MIG  | [[Fitxer:Flag of Spain.svg\|23x15px\|border \|alt=Espanya\|link=Selecció de futbol d'Espanya\|{{#if:\|]] | Sergio Álvarez     |
| 7  | DAV  | [[Fitxer:Flag of Spain.svg\|23x15px\|border \|alt=Espanya\|link=Selecció de futbol d'Espanya\|{{#if:\|]] | Xeber Alkain       |
| 8  | MIG  | [[Fitxer:Flag of Spain.svg\|23x15px\|border \|alt=Espanya\|link=Selecció de futbol d'Espanya\|{{#if:\|]] | Peru Nolaskoain    |
| 9  | DAV  | [[Fitxer:Flag of Spain.svg\|23x15px\|border \|alt=Espanya\|link=Selecció de futbol d'Espanya\|{{#if:\|]] | Jon Bautista       |
| 10 | DAV  | [[Fitxer:Flag of Spain.svg\|23x15px\|border \|alt=Espanya\|link=Selecció de futbol d'Espanya\|{{#if:\|]] | Jon Guruzeta       |
| 11 | MIG  | [[Fitxer:Flag of Spain.svg\|23x15px\|border \|alt=Espanya\|link=Selecció de futbol d'Espanya\|{{#if:\|]] | Jon Magunazelaia   |
| 13 | POR  | [[Fitxer:Flag of Spain.svg\|23x15px\|border \|alt=Espanya\|link=Selecció de futbol d'Espanya\|{{#if:\|]] | Jonmi Magunagoitia |

| N. | Pos. | Nac. | Jugador                                  |
| -- | ---- | --- | ---------------------------------------- |
| 14 | MIG  | [[Fitxer:Flag of Spain.svg\|23x15px\|border \|alt=Espanya\|link=Selecció de futbol d'Espanya\|{{#if:\|]]                  | Lander Olaetxea                          |
| 15 | DEF  | [[Fitxer:Flag of Portugal (official).svg\|23x15px\|border \|alt=Portugal\|link=Selecció de futbol de Portugal\|{{#if:\|]] | Jair Amador                              |
| 17 | MIG  | [[Fitxer:Flag of Spain.svg\|23x15px\|border \|alt=Espanya\|link=Selecció de futbol d'Espanya\|{{#if:\|]]                  | José Corpas                              |
| 19 | MIG  | [[Fitxer:Flag of Spain.svg\|23x15px\|border \|alt=Espanya\|link=Selecció de futbol d'Espanya\|{{#if:\|]]                  | Toni Villa                               |
| 20 | DAV  | [[Fitxer:Flag of Spain.svg\|23x15px\|border \|alt=Espanya\|link=Selecció de futbol d'Espanya\|{{#if:\|]]                  | Javier Martón                            |
| 21 | DEF  | [[Fitxer:Flag of Spain.svg\|23x15px\|border \|alt=Espanya\|link=Selecció de futbol d'Espanya\|{{#if:\|]]                  | Marco Moreno                             |
| 22 | DEF  | [[Fitxer:Flag of Spain.svg\|23x15px\|border \|alt=Espanya\|link=Selecció de futbol d'Espanya\|{{#if:\|]]                  | Álvaro Rodríguez                         |
| 23 | DEF  | [[Fitxer:Flag of Spain.svg\|23x15px\|border \|alt=Espanya\|link=Selecció de futbol d'Espanya\|{{#if:\|]]                  | Anaitz Arbilla (capità)                  |
| 24 | DEF  | [[Fitxer:Flag of Portugal (official).svg\|23x15px\|border \|alt=Portugal\|link=Selecció de futbol de Portugal\|{{#if:\|]] | Leonardo Buta (cedit pel Udinese Calcio) |
| 29 | MIG  | [[Fitxer:Flag of Spain.svg\|23x15px\|border \|alt=Espanya\|link=Selecció de futbol d'Espanya\|{{#if:\|]]                  | Ander Madariaga                          |
| 30 | MIG  | [[Fitxer:Flag of Catalonia.svg\|23x15px\|border \|alt=Catalunya\|link=Selecció de futbol de Catalunya\|{{#if:\|]]         | Aleix Garrido                            |
| —  | DAV  | [[Fitxer:Flag of Spain.svg\|23x15px\|border \|alt=Espanya\|link=Selecció de futbol d'Espanya\|{{#if:\|]]                  | Adu Ares                                 |

### Equip filial
| N. | Pos. | Nac. | Jugador     |
| -- | ---- | --- | ----------- |
| 27 | DAV  | [[Fitxer:Flag of Spain.svg\|23x15px\|border \|alt=Espanya\|link=Selecció de futbol d'Espanya\|{{#if:\|]] | Hugo García |
| 31 | MIG  | [[Fitxer:Flag of Spain.svg\|23x15px\|border \|alt=Espanya\|link=Selecció de futbol d'Espanya\|{{#if:\|]] | Jon López   |

| N. | Pos. | Nac. | Jugador       |
| -- | ---- | --- | ------------- |
| 34 | DEF  | [[Fitxer:Flag of Spain.svg\|23x15px\|border \|alt=Espanya\|link=Selecció de futbol d'Espanya\|{{#if:\|]] | Oier Llorente |

### Cedits a d'altres equips
| N. | Pos. | Nac. | Jugador                                                        |
| -- | ---- | --- | -------------------------------------------------------------- |
| —  | DEF  | [[Fitxer:Flag of Spain.svg\|23x15px\|border \|alt=Espanya\|link=Selecció de futbol d'Espanya\|{{#if:\|]] | Iker Aldai (al Bilbao Athletic fins al 30 de juny de 2026)     |
| —  | DEF  | [[Fitxer:Flag of Spain.svg\|23x15px\|border \|alt=Espanya\|link=Selecció de futbol d'Espanya\|{{#if:\|]] | Markel Arana (al Barakaldo CF fins al 30 de juny de 2026)      |
| —  | MIG  | [[Fitxer:Flag of Spain.svg\|23x15px\|border \|alt=Espanya\|link=Selecció de futbol d'Espanya\|{{#if:\|]] | Ángel Troncho (a l'Arenas de Getxo fins al 30 de juny de 2026) |

| N. | Pos. | Nac. | Jugador                                                    |
| -- | ---- | --- | ---------------------------------------------------------- |
| —  | MIG  | [[Fitxer:Flag of Spain.svg\|23x15px\|border \|alt=Espanya\|link=Selecció de futbol d'Espanya\|{{#if:\|]] | Óscar Carrasco (al SD Tarazona fins al 30 de juny de 2026) |
| —  | DAV  | [[Fitxer:Flag of Spain.svg\|23x15px\|border \|alt=Espanya\|link=Selecció de futbol d'Espanya\|{{#if:\|]] | Aitor Galarza (al Barakaldo CF fins al 30 de juny de 2026) |
| —  | DAV  | [[Fitxer:Flag of Spain.svg\|23x15px\|border \|alt=Espanya\|link=Selecció de futbol d'Espanya\|{{#if:\|]] | Eric Pérez (al Barakaldo CF fins al 30 de juny de 2026)    |

### Equip tècnic
| Posició                 | Personal                     |
| ----------------------- | ---------------------------- |
| Entrenador              | Beñat San José               |
| Entrenador assistent    | Iban Fagoaga                 |
| Entrenador de porters   | Jon Zabala                   |
| Preparador físic        | Gastón Lloveras              |
| Analista                | Andoni Azkargorta            |
| Fisioterapeuta          | Manu Sánchez Joseba Perosanz |
| Metge                   | John Sebastián Ferrer        |
| Rehabilitació           | Mikel Calvo                  |
| Cap dels serveis mèdics | Honorio Martínez             |
| Responsable d'equipació | Ibai Díez                    |
| Delegat de camp         | Germán Andueza               |
| Delegat d'equip         | Iosu Echevarria              |

Darrera actualització: 16 agost 2025
Font: SD Eibar (castellà)